# Huizotate
Huizotate är en ort i Mexiko.   Den ligger i kommunen Tihuatlán och delstaten Veracruz, i den sydöstra delen av landet, 210 km nordost om huvudstaden Mexico City. Huizotate ligger 76 meter över havet och antalet invånare är 591.
Terrängen runt Huizotate är platt åt nordost, men åt sydväst är den kuperad. Runt Huizotate är det mycket tätbefolkat, med 2 431 invånare per kvadratkilometer. Närmaste större samhälle är Poza Rica de Hidalgo, 9,4 km sydost om Huizotate. Omgivningarna runt Huizotate är en mosaik av jordbruksmark och naturlig växtlighet.